# Enrico Baldini (agronomo)
Enrico Baldini (Firenze, 15 agosto 1925 – Bologna, 15 marzo 2023) è stato un agronomo italiano.

## Biografia
Allievo di Alessandro Morettini,  nel 1948 si laureò in Scienze Agrarie all’Università di Firenze con una tesi sperimentale sul miglioramento genetico del pero. 
Assistente nell’Istituto di Coltivazioni Arboree dell’Università di Firenze (1948-1959), si dedicò a studi istologici sulla morfogenesi vegetale. Introdusse il metodo statistico nello studio tassonomico delle varietà arboree, ponendo le basi per la sistematica classificazione e valorizzazione della biodiversità pomologica nazionale. Dopo un’esperienza alla East Malling Research Station (UK) dove si perfezionò nello studio morfogenetico delle piante da frutto, nel 1958 fu incaricato dell’insegnamento di Coltivazioni Arboree all’Università di Sassari, avviando un lavoro di analisi e programmazione territoriale, agronomica ed economica della Sardegna. 
Nel 1959 fu chiamato dall’Università di Bologna a ricoprire la cattedra di Coltivazioni Arboree e dirigere il relativo Istituto. 
A Bologna rivoluzionò metodi e finalità di insegnamento e ricerca, fondando una Scuola che ha contribuito in modo sostanziale a formare la nuova scienza agricola italiana.  Dotò l’Istituto di un laboratorio per ricerche istomorfologiche e di una serra per attività scientifiche e didattiche, avviò il Centro Sperimentale Agrario di Cadriano e fondò e diresse fino al 1984 il Centro Studi Tecnica Frutticola del Consiglio Nazionale delle Ricerche, coordinando ricerche sulla biologia fiorale, la fisiologia della riproduzione, l’impiego dei fitoregolatori, lo studio degli ormoni, le tecniche di raccolta. Membro del Comitato Scientifico per le Scienze Agrarie del Consiglio Nazionale delle Ricerche, contribuì alla definizione della ricerca agraria italiana e all’attuazione di importanti progetti nazionali di ricerca multidisciplinare. Numerose acquisizioni scaturite dalla sua opera hanno segnato lo sviluppo della tecnologia arboricola italiana: dai disciplinari di produzione alle scelte varietali, dai contributi metodologici del miglioramento genetico alla sostenibilità dell’intero sistema produttivo, per una frutticoltura specializzata e intensiva ma allo stesso tempo ecosostenibile e rispettosa delle nuove esigenze salutistiche dei consumatori. 
Nella sua concezione, l’orientamento didattico nell’insegnamento di Coltivazioni arboree (poi Arboricoltura generale) doveva legarsi e trarre ispirazione e consistenza da una continua attività di ricerca: ne sono prova le oltre 1800 pubblicazioni scientifiche, oltre a numerose monografie e ai manuali didattici che hanno formato generazioni di studenti in tutta Italia. 
Direttore della Biblioteca Centralizzata della Facoltà di Agraria, dopo quasi 40 anni di insegnamento a Bologna, nel 1998 lasciò il ruolo universitario, mantenendo tuttavia intensa la produzione scientifica. 
Fu nominato Professore Emerito dell’Università di Bologna nel 1999.

## Attività scientifica

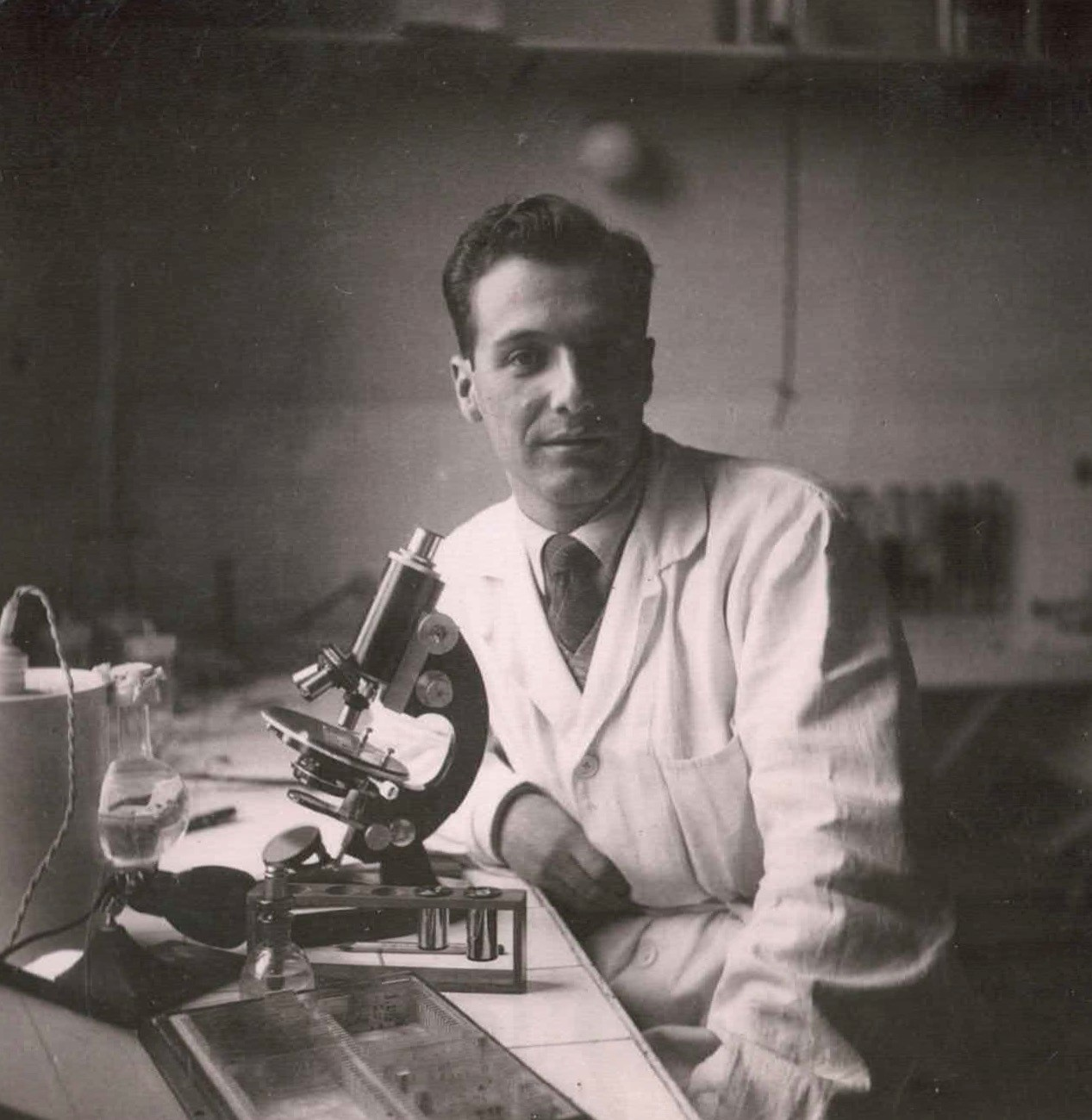

Molteplici furono i suoi ambiti di studio, coerenti con una visione aggiornata di un’arboricoltura moderna quale “anima e motore” del progresso congiunto delle coltivazioni e delle produzioni agrarie arboree, erbacee e vivaistiche. Sulla base di indagini istomorfologiche affrontò aspetti di biologia fiorale e riproduttiva (olivo, pero, pesco) e degli stress ambientali (olivo); si dedicò al miglioramento genetico programmato e alla valorizzazione dei genotipi coltivati (olivo, castagno, susino, pero, melo, fragola) anche attraverso monografie pomologiche e le descrizioni del germoplasma. Si dedicò successivamente a temi di tecnica colturale (pesco, olivo, pero), con particolare riferimento alle nuove tecniche di potatura e propagazione degli alberi. Studiò i rapporti fra conducibilità idrica e traspirazione fogliare. Dedicò particolare approfondimento alla coltivazione della fragola, introducendo tecniche all’avanguardia e selezionando nuove varietà. 
Alle indagini tassonomiche e sperimentali associò un’intensa promozione del dibattito scientifico e di disseminazione.  Fautore della potatura e della vendemmia meccanica, promosse a livello nazionale un confronto Nord-Sud delle tecniche di impianto e l’adattamento degli impianti dei vigneti e ispirò la messa a punto di prototipi di macchine. Ispirato dalla crisi energetica del 1979 si dedicò allo studio del bilancio energetico delle colture (fragola, agrumi) in relazione alla capacità produttiva. Nel solco del medesimo approccio di ottimizzazione produttiva approfondì i meccanismi di risposta delle piante arboree alla luce solare. 
A seguito del disastro ambientale di Chernobyl (1986) si occupò delle conseguenze ecologiche della contaminazione radioattiva.  Nel 2002, sulla scia della prima esperienza di clonazione di mammifero da una cellula somatica, propose una riflessione sul tema della clonazione animale e i suoi effetti sui fenomeni di senescenza, suggerendo un’analogia con gli effetti delle tecniche di propagazione asessuata nelle piante.
Con l’attenzione nuovamente rivolta al germoplasma pomologico italiano e alla riscoperta delle piante antiche e dimenticate, nell'ottica di una valorizzazione della biodiversità e dello studio dell’evoluzione del patrimonio genetico vegetale, intraprese un ampio e sistematico studio di documenti e opere del passato: fra le altre, la 'Iconographia Plantarum' di Ulisse Aldrovandi, la produzione pittorica di Bartolomeo Bimbi, la 'Pomona Italiana' e altre opere inedite di Giorgio Gallesio, le tavole pomologiche di Cassiano dal Pozzo e di Federico Cesi, i modelli ceroplastici di Luigi Calamai e di Francesco Garner Valletti, il patrimonio xilografico.
Il progetto di analizzare il patrimonio scientifico e iconografico agronomico, con un approccio rivolto alla valorizzazione dell’immagine scientifica come strumento di conoscenza e comunicazione, si realizzò anche attraverso due mostre, la prima sull’evoluzione della frutticultura, la seconda dedicata all’iconografia vegetale.

## Riconoscimenti

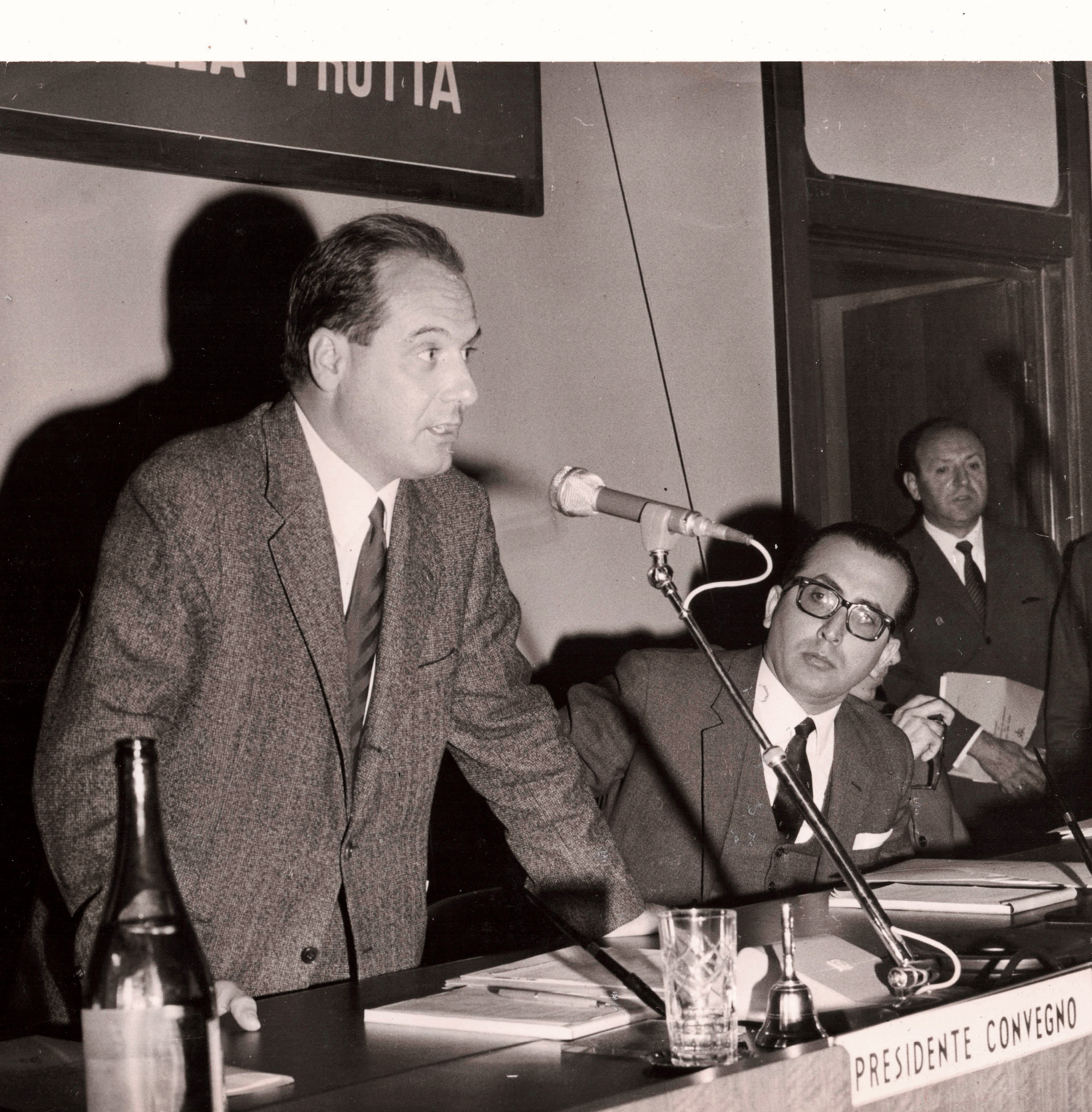

- Medaglia d'oro della Presidenza della Repubblica ai Benemeriti di Scuola Cultura e Arte (1985)  * Award della International Society for Horticultural Science (1990)
- Premio Grinzane Giardini Botanici Hanbury (1996)
- Premio Marchi per il Progresso dell'Agricoltura (1979 e 1995)
- Premio Giovanni Dalmasso per la Vitivinicultura (2009)
- Doctor honoris causa dell'Università di Scienze Agronomiche e Medicina Veterinaria di Bucarest (2003)
- Accademico benedettino dell’Accademia delle Scienze di Bologna
- Membro emerito dell'Accademia dei Georgofili
- Vicepresidente e membro emerito dell’Accademia Nazionale di Agricoltura
- Membro emerito dell'Accademia Nazionale della Vite e del Vino
- Membro emerito della Società Orticola Italiana
- Membro emerito dell'Accademia Nazionale dell’Olivo e dell’Olio
- Membro emerito dell'Accademia Italiana di Scienze Forestali (2011)

In riconoscimento dell'alto magistero accademico, nel 2007 allievi e colleghi di tutta Italia gli hanno dedicato un libro che comprende i contributi più aggiornati dell'arboricoltura italiana.

## Opere
Autore di oltre 1800 articoli scientifici.

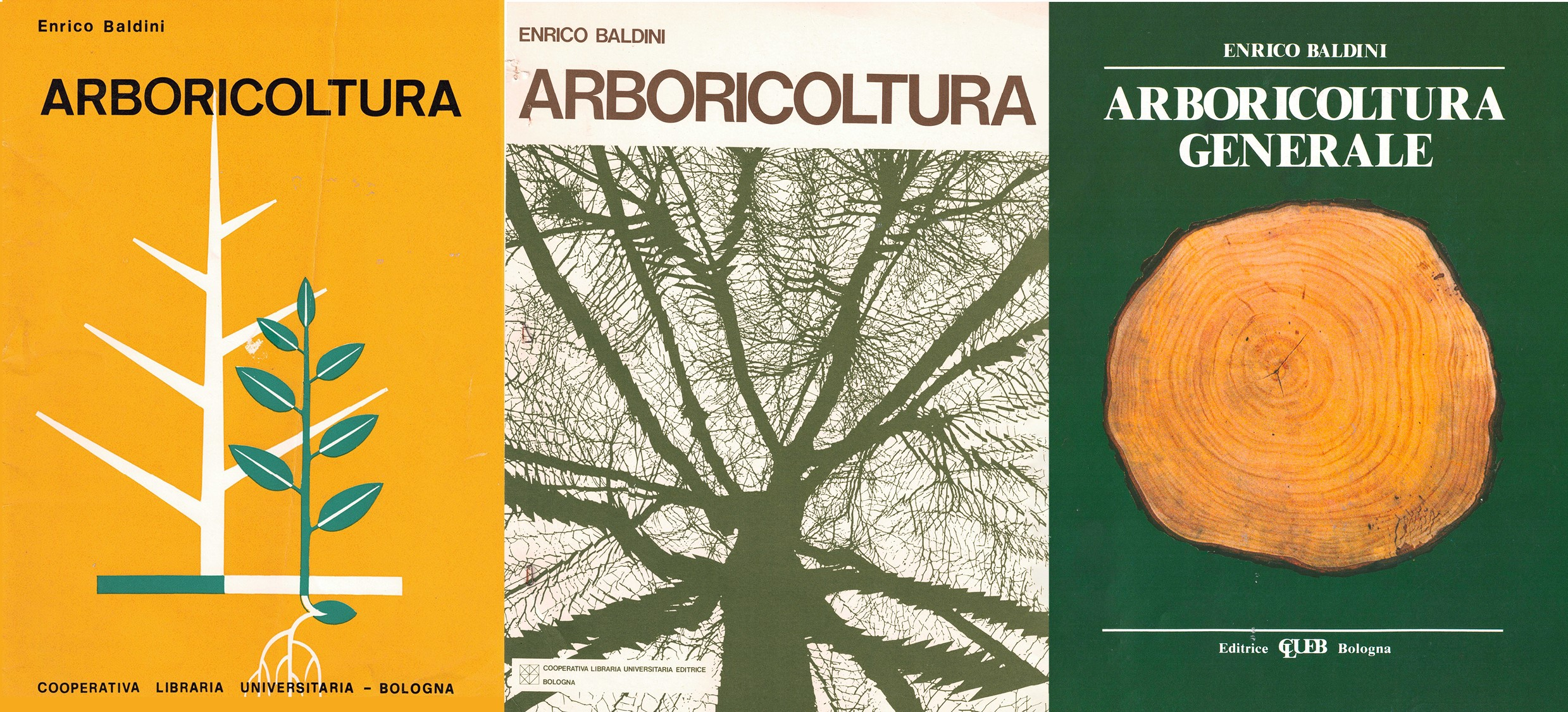

- E. Baldini e F. Scaramuzzi: Contributo allo studio delle cultivar di pero. La Coltura del Pero in Italia. Vallecchi, Firenze, 1957.
- E. Baldini: Contributo allo studio delle cultivar di susino. Vallecchi, Firenze, 1958.
- A. Morettini, E. Baldini, G. Bargioni, F. Scaramuzzi: Monografia delle principali cultivar di pesco. Consiglio Nazionale delle Ricerche, Firenze, 1962.
- E. Baldini, F. Scaramuzzi: Olive da tavola. Edagricole, Bologna, 1963.
- E. Baldini, E.C. Branzanti: Monografia delle principali cultivar di fragola non rifiorenti. Giovacchini, Firenze, 1964.
- A. Morettini, E. Baldini, L. Mittempergher, F. Scaramuzzi: Monografia delle principali cultivar di pero. Consiglio Nazionale delle Ricerche, Firenze 1967.
- E. Baldini, S. Sansavini: Monografia delle principali cultivar di melo. Consiglio Nazionale delle Ricerche. Industrie Grafiche Delaiti, Bologna, 1967.
- E. Baldini: Corso di arboricoltura generale. CLUEB, Bologna 1969.
- E. Baldini: Arboricoltura. CLUEB, Bologna, 1971.
- E. Baldini (a cura di): Indagine sulle cultivar di ciliegio diffuse in Italia. Minigraf, Bologna, 1973.
- E. Baldini: Arboricoltura. CLUEB, Bologna, 1976.
- E. Baldini, F. Scaramuzzi (a cura di): Frutticoltura anni ’80 (agrumi, susino, fragola, uve da tavola, pesco, olivo, ciliegio, melo, mandorlo, pero, albicocco, kaki). Reda, Roma, 1980-1982.
- E. Baldini: Coltivazioni arboree. CLUEB, Bologna, 1981.
- E. Baldini, F. Scaramuzzi (a cura di): Agrumi, frutta e uve nella Firenze di Bartolomeo Bimbi, pittore mediceo. Consiglio Nazionale delle Ricerche. Parretti Grafiche, Firenze, 1982.
- E. Baldini, C. Intrieri: Meccanizzazione della vendemmia e della potatura: macchine e sistemi di allevamento. CLUEB, Bologna, 1984.
- E. Baldini: Arboricoltura generale. CLUEB, Bologna, 1986.
- E. Baldini: Arboricoltura general, Mundi-Prensa, Madrid, 1991.
- E. Baldini, B. Marangoni: Coltivazioni arboree. Loescher, Torino 1993.
- E. Baldini, A. Tosi: Scienza e arte nella 'Pomona Italiana' di Giorgio Gallesio. Accademia dei Georgofili, Firenze, 1994.
- E. Baldini: I 'Giornali dei Viaggi' di Giorgio Gallesio. Accademia dei Georgofili, Firenze, 1995.
- E. Baldini: L'atlante citrografico di Giorgio Gallesio. Accademia dei Georgofili, Firenze 1996.
- E. Baldini, D. Friedberg: The Paper Museum of Cassiano dal Pozzo: Citrus Fuit, Harvey Miller Publ., London, 1997.
- E. Baldini (editor): Analisi energetiche di alcune colture arboree da frutto. Progetto Finalizzato CNR Meccanizzazione agricola, Roma, …
- E. Baldini, C. Intrieri: Viticoltura meccanizzata. Edagricole, Bologna, 2004.
- E. Baldini: Cinque secoli di pomologia italiana. Bologna, 2004.